# Naupactus xanthographus
El burrito de la vid (Naupactus xanthographus) es un coleóptero de la familia Curculionidae. Es una especie muy estudiada debido a las pérdidas económicas que puede causar.

## Morfología
Son insectos de tamaño medio, los adultos alcanzan 11 mm a 14 mm. Sus élitros, soldados entre sí, cubren el abdomen y están recubiertos de escamas pigmentadas que forman un diseño de líneas amarillas. La estacionalidad marca la pigmentación de las escamas, siendo en invierno de colores pardos y grises cenicientos, mientras que en primavera-verano aparecen las líneas amarillas y verdes.

## Importancia agrícola
Se alimenta de unas 45 especies diferentes de árboles frutícolas, por lo que es difícil su control. Los productores vitivinícolas y agricultores en general lo consideran como una plaga, pues se alimenta de las hojas de frutales caducifolios. Se tiene registro de su presencia en Brasil, Argentina, Paraguay, Uruguay y Chile. Al ser polífago, significa una amenaza a la agricultura en general. Su huésped principal es la vid. En Chile es un problema principalmente en la RM, VI y V región. Los adultos son considerados de poca importancia salvo en los primeros años de los planteles, debido a que el daño defoliador afecta los márgenes de las hojas y no un ataque muy invasivo. Mientras que las larvas son consideradas de importancia primaria, debido a la destrucción de las raicillas (Caballero, 1972). El control busca eliminar a los adultos y limitar su dispersión.

## Ciclo de vida
El adulto puede vivir hasta 8 meses. El ciclo de vida completo lleva 19 a 20 meses. En el caso de Chile los adultos emergen desde septiembre a marzo, es decir durante el verano. Las hembras ovopositan entre noviembre y abril. El nacimiento de las larvas es de enero a mayo. Las larvas alcanzan tamaños entre los 2 mm y 5 mm. Luego las larvas quedan bajo tierra, hasta la próxima temporada. La emergencia de adultos está relacionada con la temperatura del suelo, con una temperatura umbral de 13,5 °C.

## Interacciones biológicas
Entre los parasitoides de Naupactus xanthographus se encuentran Centistes sp. y Fidiobia asina. Las larvas de los dermestidos Megatoma y los grillos Gryllus fulvipennis depredan a larvas y adultos respectivamente. El uso de hongos entomopatógenos para su control también ha sido estudiado, específicamente los patógenos Metarhizium anisopliae, Beauveria bassiana y Steinernema sp. Para que los hongos sean controladores efectivos la temperatura del medio debe ser superior a 25 °C.